# إيرني بارون
إيرني بارون هو مذيع فلبيني، ولد في 15 أغسطس 1940 في داغوبان في الفلبين، وتوفي في 23 يناير 2006 في مونتنلوبا في الفلبين بسبب نوبة قلبية.